# Abdomen (artròpodes)
L'abdomen dels artròpodes és la part o tagma posterior del cos, a continuació del tòrax. En sentit ampli, el terme abdomen s'aplica al tagma final del cos de tots els grups d'artròpodes; però pel fet que no estan clares les homologies de les diferents regions del cos en els diferents grups, s'acostuma a usar en sentit estricte per anomenar exclusivament el tagma final dels insectes.
Així en els crustacis, el tagma posterior s'acostuma a anomenar plèon en lloc d'abdomen, i en els quelicerats (aràcnids, escorpins, àcars) s diu opistosoma. Entre els artròpodes sense abdomen estan els miriàpids (milpeus, centpeus), que tenen el cos dividit en cap i tronc i els trilobits el cos dels quals consta de cap, tòrax i pigidi.

## Insectes

Anatomia d'un insecte (C: abdomen): 13.- Estómac; 14.- Cor; 15.- Ovaris; 16.- Intestí; 17.- Anus; 18.- Vagina; 19.- Cadena ganglionar ventral; 20.- Tubs de Malpighi.

L'abdomen de la majoria dels ordres dels insectes està compost d'onze segments, però el segment número 11 és representat només pels seus apèndixs. En molts insectes aquest nombre és encara més reduït. En els himenòpters apòcrits l'abdomen està molt modificat; el primer segment està fusionat amb el segment final del tòrax i es diu propodeu.
L'abdomen dels insectes conté els aparells reproductiu, digestiu i circulatori; no té potes o ales en els adults.
Els òrgans genitals del mascle es troben en els segments vuit i nou. Les femelles d'algunes espècies tenen un òrgan ovipositor, generalment en els segments vuit i nou. En el cas de molts himenòpters l'ovipositor està convertit en un fibló usat per injectar un verí.